# Riachão do Dantas
Riachão do Dantas este un oraș în Sergipe (SE), Brazilia.